# Smokepurpp
Омар Пінейро (англ. Omar Pineiro), відомий під псевдонімом Smokepurpp — американський репер з Маямі, Флорида. Здобув популярність завдяки вірусному треку «Audi», який 2017 року опублікував на онлайн-платформі «СаундКлауд». Розпочав свою кар'єру з продюсерської діяльності та здобув визнання в колах руху «Саудклауд репу», зокрема за вплив на такого виконавця, як Lil Pump, який відтоді став частиною мейнстрімного музичного ринку.
28 вересня 2017 року Пінейро випустив свій дебютний комерційний мікстейп «Deadstar», який посів 42 сходинку у чартах альбомів Billboard 200.

## Біографія
Пінейро народився 15 травня 1997 року в Чикаго, Іллінойс, США. У трирічному віці разом зі сім'єю переїхав до Маямі, Флорида. Щодо дитинства, то Пінейро запевняв, що в середній школі він вирізнявся як урівноважений хлопець, якого оточували найрізноманітніші люди.
Пінейро розпочав свою кар'єру з продюсерської діяльності, що спочатку слугувало для нього як хобі, яким він почав займатися знічев'я. Почав читати реп, коли ніхто не захотів купляти його спродюсовані інструментали, а також через успіх декількох його треків на онлайн-платформі «Сауд Клауд». Залишив середню школу на останньому році навчання.

## Кар'єра
Пінейро розпочав свою музичну кар'єру ще в середній школі, коли почав займатися продюсерською діяльністю. Пінейро перейшов на реп через брак зацікавлення до його продюсерських робіт. 2015 року завантажив на онлайн-платформу «СаундКлауд» свій перший трек, який, однак, видалили через низьку якість. Невдовзі виконавець видав свою другу пісню — «Live Off A Lick», записану за участі репера XXXTentacion. Через багатонадійний старт на музичній ниві, вирішив залишити навчання в середній школі.
У березні 2017 року підписав контракт з лейбломи «Interscope Records» та «Alamo Records». 9 березня 2017 року Пінейро повідомив на своїй сторінці в соцмережі Твіттер, що незабаром відбудеться реліз його дебютного мікстейпу. 14 березня 2017 стало відомо, що мікстейп матиме назву «Deadstar».
У травні 2017 року світ побачив сингл під назвою «Audi», а 22 вересня 2017 року — сингл «Bless Yo Trap». 28 вересня 2017 року вийшов дебютний мікстейп виконавця — «Deadstar», який посів 42 сходинку у чартах альбомів Billboard 200. Після публікації мікстейпу, виконавець підписав контракт з лейблом «Cactus Jack Records».

## Дискографія

### Міні-альбоми
- Up Now, Fuck Next (2017)
- Lost Planet (2019)

### Мікстейпи
- Deadstar (2017)
- Bless Your Trap (за участі Murda Beatz) (2018)
- Deadstar 2 (2019)
- Florida Jit (2020)

### Сингли
| Назва  | Рік  | Сходинка у чартах | Сертифікація | Альбом   |
| Назва  | Рік  | US                | Сертифікація | Альбом   |
| ------ | ---- | ----------------- | ------------ | -------- |
| «Audi» | 2017 | —                 | RIAA: Gold   | Deadstar |